# Proprietà fondiaria
La proprietà fondiaria è una delle tre principali tipologie di proprietà identificate dal codice civile italiano.

## Caratteristiche generali
Il fondo, sia esso rustico che urbano, è delimitato nello spazio, tanto in senso orizzontale, quanto in senso verticale. La sua delimitazione orizzontale è di carattere geometrico: il fondo confini che segnano il limite del diritto del proprietario.
La proprietà del suolo si estende sì al sottosuolo e a tutto ciò che questo contiene; si estende sì allo spazio sovrastante; il proprietario può eseguire sì scavi nel sottosuolo ed effettuarvi opere, come può utilizzare lo spazio sovrastante per innalzare costruzioni, piantare alberi o altro. Ma il suo diritto non è illimitato: il proprietario del suolo, dispone l'art. 840 c.c. non può opporsi ad attività altrui che si svolgano a tale profondità nel sottosuolo o a tale altezza nello spazio sovrastante che egli non abbia interesse ad escludere. Il criterio che consente di identificare il limite della proprietà in senso verticale è di natura economica: la proprietà si estende fin dove il proprietario del suolo può dimostrare di avere un interesse ad esercitare il suo diritto esclusivo. Oltre questo limite, il sottosuolo e lo spazio aereo sono da considerarsi cose comuni di tutti.

## Rapporti di vicinato
In linea di principio, l'attività di godimento del proprietario deve essere contenuta entro i propri confini.
Significativa è la norma in materia di stillicidio (art. 908): il proprietario deve costruire i tetti in maniera che le acque piovane scolino sul suo terreno e non in quello del vicino. Inoltre, in linea di principio, l'art. 840 c.c. dispone che il proprietario deve astenersi dal compiere sul proprio fondo o nel sottosuolo, opere che possano recare danno al vicino, ossia lederne il diritto. Ma fra proprietari confinanti capita spesso che il godimento di uno interferisca con il godimento dell'altro, limitandolo o pregiudicandolo. Per alcuni aspetti tali interferenze trovano nella legge specifici criteri di contemperamento.
Un primo limite alla facoltà di godimento è nelle norme che impongono a protezione del diritto del vicino, di rispettare determinate distanze nel costruire edifici, scavare pozzi o fosse, piantare alberi:
- le costruzioni su fondi confinanti, se non sono unite o in aderenza tra loro, devono essere tenute a distanza di almeno 3 m, salvo le maggiori distanze previste dai regolamenti locali (art. 873): distanza ritenuta il minimo indispensabile perché le costruzioni vicine non si tolgano reciprocamente aria e luce e non pregiudichino la sicurezza reciproca.

In tale materia vice il cosiddetto principio della prevenzione temporale: tra due proprietari confinanti risulta favorito quello che costruisce per primo: egli può costruire a meno di 1,5 m dal confine, anche sul confine, costringendo l'altro, se intende costruire a sua volta, o ad arretrare il fronte della propria costruzione, in modo da rispettare la distanza legale, o ad avanzarlo per costruire in appoggio al muro del vicino (pagando la metà del valore del muro, che diventa muro in comproprietà) o in aderenza ad esso e pagando il valore del suolo del vicino che abbia occupato con la sua costruzione (artt. 874-877).

Se il secondo costruisce in modo da violare la distanza legale dalla preesistente costruzione, il primo può esigere la riduzione in ripristino (art. 872), ossia la demolizione di quella parte della costruzione che viola le distanze consentite. Talvolta i regolamenti comunali prescrivono distanze non fra le costruzioni, ma dal confine, con il risultato di rimuovere il principio della prevenzione temporale: sarà così soggetto alla riduzione in ripristino anche chi costruisce per primo. I regolamenti prescrivono spesso anche limiti di altezza o di volume delle costruzioni, in rapporto alla classificazione urbanistica del territorio.

La violazione di queste ulteriori prescrizioni da parte del singolo proprietario non attribuisce al vicino il diritto alla riduzione in ripristino, ma solo all'azione per il risarcimento del danno che provi di aver subito (art. 872).
- pozzi, cisterne e tubi devono essere collocati ad almeno 2 m dal confine (art. 889), i fossi devono essere ad una distanza dal confine uguale alla loro profondità.
- gli alberi di alto fusto (il cui tronco, prima di ripartirsi in rami, superi l'altezza di 3 m) devono essere piantati ad almeno 3 m dal confine salvo deroghe consentite dai regolamenti o dagli usi locali; gli altri alberi ad 1,5 m; le viti e le siepi a 0,5 m (art. 892 C.C.). Il vicino può recidere le radici o chiedere al proprietario di tagliare i rami che superano il confine (art. 896).

Il muro, il fosso, le siepi e gli alberi posti sul confine si presumono, fino a prova contraria, comuni ai proprietari confinanti.

## Luci e vedute
L'interesse di ciascun proprietario a ricevere aria e luce dalle finestre del proprio edificio è in conflitto con l'interesse del vicino a non trovarsi esposto a sguardi indiscreti o a minacce della sicurezza propria e dei propri beni.
La legge distingue tra luci e vedute: sono luci le aperture nel muro che non consentono di affacciarsi sul fondo del vicino; sono vedute invece, quelle che consentono di affacciarsi. Per le luci che si aprono sul fondo del vicino non sono prescritte distanze minime dal confine, ma devono essere munite di inferriate e grate fisse e devono essere collocate ad un'altezza dal suolo del vicino e dal pavimento interno prescritta dalla legge (art. 901). Le vedute, invece, devono essere aperte ad una distanza di almeno 1,5 m dal confine (art. 905). Il vicino che abbia il diritto di costruire in aderenza o di ottenere la comproprietà del muro, può accecare le luci (art. 904); non può invece, chiudere le vedute: se la costruzione del vicino è dotata di vedute, egli dovrà costruire alla distanza legale (art. 907).

## Immissioni
L'interferenza del godimento di un fondo con il godimento di un altro fondo trova un ulteriore criterio legale di regolazione nel caso delle immissioni, da un fondo all'altro, di fumo, di calore, di rumori e, in genere, in tutti i casi di propagazione di sostanze inquinanti, di vibrazione e così via. 
Il criterio legale per la soluzione del conflitto è quello della normale tollerabilità (art. 844): il proprietario di un fondo non può impedire le immissioni o le propagazioni provenienti dal fondo vicino se esse non superano la capacità di sopportazione dell'uomo medio, la soglia oltre la quale risultano intollerabili da parte dell'uomo di media tollerabilità. Solo in caso contrario il vicino potrà pretendere l'adozione di misure o l'applicazione di disposizioni anti-rumore, anti-inquinamento e così via. Se ciò non bastasse, ottenere la cessazione dell'attività molesta.
L'art. 844 c.c. mitiga il criterio a favore delle attività produttive aggiungendo che, nell'applicare il criterio della normale tollerabilità, il giudice deve contemperare le esigenze della produzione con le ragioni della proprietà. Altri complementari criteri di legge sono le condizioni dei luoghi (a chi abita in una zona industriale si può chiedere una maggiore tolleranza) e la priorità di un dato uso (fra il proprietario di una rumorosa officina e quello di una abitazione, è più protetto quello dei due che per primo ha dato la diversa destinazione al proprio fondo).

La soluzione radicale per questi conflitti sta nel prevenirli: spetta ai piani regolatori di separare le diverse forme di utilizzazione del territorio e di tenere le aree destinate ad attività industriali lontane da quelle assegnate alle costruzioni abitative.
Un limite, in ogni caso, invalicabile è costituito dal diritto alla salute.

## Acque
Le acque, a norma dell'art. 1 della legge 5 gennaio 1994, n. 36 ("Disposizioni in materia di risorse idriche"), sono bene pubblico; la loro utilizzazione da parte dei privati, sul cui fondo scorrano o sgorghino corsi d'acqua, è in linea di principio ammessa solo in forza di concessione amministrativa. Tuttavia l'art. 28 della norma rendeva libera l'utilizzazione delle acque sotterranee per usi domestici, incluso l'innaffiamento di orti e giardini e l'abbeveraggio del bestiame, e libera altresì, per i proprietari di fondi rustici o urbani, la raccolta delle acque piovane.
Perciò le norme che agli artt. 909 e 913 del codice regolano il diritto del proprietario del suolo sulle acque che non siano pubbliche, sopravvivono alla riforma del 1994, nei limiti del citato art. 28 o in quanto dirette a regolare l'esercizio dei diritti nascenti da concessione amministrativa o l'adempimento dei doveri che sul concessionario incombono nei confronti degli altri proprietari fondiari. Ciò che viene in considerazione come oggetto di un diritto di utilizzazione è il flusso di acqua che sul fondo sgorga o che vi scorre, una simile entità sotto questo aspetto, alle energie naturali. Dal fatto che viene qui in considerazione un elemento naturale concepito come flusso derivano le particolarità della sua disciplina.
Il proprietario di un fondo ha diritto di utilizzare le acque e può anche disporne a favore di altri, ma dopo essersene servito non può sviarle a danno degli altri fondi (art. 909), deve permettere che le acque defluiscano nei fondi altrui perché altri possano a loro volta servirsene. Se il proprietario utilizza per l'irrigazione dei campi e per i suoi usi domestici acque che attraversano o costeggiano il suo fondo, egli deve restituire gli avanzi al corso ordinario, per consentire ai proprietari dei fondi a valle di farne diritto di uso (art. 910). Il proprietario a valle, per contro, non può rifiutarsi di ricevere le acque che naturalmente defluiscono dai fondi a monte (art. 913). In caso di controversie tra i proprietari circa l'uso di queste acque, il giudice deve conciliare gli interessi dei singoli proprietari con i più generali interessi connessi all'agricoltura e all'industria, e può anche assegnare un'indennità al proprietario che abbia subito pregiudizio (art. 912).